# Mansur Yavaş
Mansur Yavaş (Beypazarı, Ankara, 23 mei 1955) is een Turkse advocaat en politicus. Sinds 2019 is hij de burgemeester van de Turkse hoofdstad Ankara.

## Jeugd
Mansur Yavaş werd geboren in 1955 in het district Beypazarı als zoon van Ahmet Sadık Yavaş en Havva Yavaş. Hij ging naar school in Beypazarı en vertrok in 1979 naar Istanboel om rechten te studeren aan de Universiteit van Istanboel. Nadat hij afstudeerde in 1983 en daarna zijn militaire dienstplicht afrondde, keerde hij terug naar Beypazarı en werkte daar 13 jaar lang als advocaat.

## Politieke carrière
Hij begon zijn politieke carrière bij de Nationalistische Werkpartij, de voorganger van de Partij van de Nationalistische Beweging (MHP). In 1989 werd hij verkozen tot gemeenteraadslid van Beypazarı. Na zijn termijn werd hij in 1994 kandidaat namens MHP om burgemeester te worden van het district. Hij verloor echter. In 1999 deed hij een nieuwe poging waarbij hij nipt won met 51% van de stemmen en werd ingezworen als burgemeester van Beypazarı. In 2004 won hij opnieuw, dit keer met 55% van de stemmen, en diende een tweede termijn tot en met 2009.
In 2009 stelde hij zich kandidaat voor het burgemeesterschap van de grootstedelijke gemeente Ankara. Hij eindigde derde met slechts 27% van de stemmen. Voor de verkiezingen in 2014 wees MHP hem af als kandidaat, waarna hij op uitnodiging lid werd van de Republikeinse Volkspartij en namens die partij meedeed aan de verkiezingen. Hij verloor tegen zittend burgemeester Melih Gökçek. Zowel Yavaş als zijn partij bestempelden de verkiezingsuitslagen frauduleus. Het verschil was 32.187 stemmen. Ze stapten zelfs naar het Europees Hof voor de Rechten van de Mens, maar hun verzoek werd afgewezen. In 2016 stapte hij uit de Republikeinse Volkspartij.
In 2018 werd hij opnieuw lid van de Republikeinse Volkspartij om de verkiezingen in te gaan als kandidaat van een coalitie van onder meer de Republikeinse Volkspartij als de İYİ Partij. Hij won de verkiezingen overtuigend met 50,93% van de stemmen en werd ingezworen als burgemeester.
Volgens de enquetes in aanloop naar de Turkse presidentsverkiezingen in 2023 was Yavaş de populairste kandidaat tegen zittend president Recep Tayyip Erdoğan. Desondanks heeft hij meerdere malen aangegeven zich niet kandidaat te stellen voor de presidentsverkiezingen.
In 2024 was hij opnieuw kandidaat als burgemeester van Ankara en won hij met meer dan 60% van de stemmen.